# Randia monantha
Randia monantha är en måreväxtart som beskrevs av George Bentham. Randia monantha ingår i släktet Randia och familjen måreväxter. Inga underarter finns listade i Catalogue of Life.